# فيولا غارفين
فيولا غارفين (بالإنجليزية: Viola Garvin)‏ (1898 - 1969)؛ كاتِبة، صحفية وشاعرة بريطانية.